# Mad Parliament
Il Parlamento di Oxford del 1258, conosciuto anche come il "Mad Parliament" e il "Primo Parlamento inglese", si è formato durante il Regno di Enrico III d'Inghilterra. È stato fondato da Simone V di Montfort, sesto Conte di Leicester. Il salone o parlatoio il cui speaker (presidente della Camera dei comuni) era Peter de Montfort sotto la direzione di Simon de Montfort. Simon de Montfort ha guidato il Parlamento e comandato l'intero Regno d'Inghilterra per 18 mesi, dal 1264 fino alla sua morte nella Battaglia di Evesham.
I Parlamenti, a volte informalmente riuniti come una "conferenza", sono stati scene di negoziati tra Enrico III ed i baroni, che avevano sperimentato il governo dell'aristocrazia durante la minorità di Re Enrico. I parlamenti si sono riuniti in serie dal 1246, in quanto la posizione di Enrico III era indebolita.
In questo parlamento, la disaffezione dei nobili grandi possidenti con il Re ha raggiunto un punto di rottura: poco dopo che il Parlamento ha rinviato la seduta, un gruppo di baroni, guidati da Simon de Montfort, costrinse il re Enrico a accettare una nuova forma di governo, esposta nelle disposizioni di Oxford, in cui il potere è stato messo nelle mani di un consiglio privato, un consiglio di quindici membri che dovevano sorvegliare e supervisionare le nomine ministeriali, l'amministrazione locale e la custodia dei castelli reali. Il Parlamento, nel frattempo, che doveva incontrarsi tre volte all'anno, avrebbe monitorato le funzioni di questo consiglio. Giuramenti di fedeltà dovevano essere prestati al re e al Consiglio privato. 
Il Parlamento Oxford del 1258 è stato preceduto dal Parlamento di Merton del 1236 e seguito dal Parlamento di De Montfort del 1265.